# Villoruela
Villoruela és un municipi de la província de Salamanca, a la comunitat autònoma de Castella i Lleó. Limita al nord amb Arabayona de Mógica, al nord-est amb Cantalpino a l'est amb Villoria, al sud amb Moríñigo i a l'oest amb Babilafuente.